# Trebeništa
Trebeništa, även Trenbenishta, (kyrillisk skrift: Требеништа), är en antik nekropol och även en nuvarande bosättning i kommunen Debarca i Nordmakedonien, belägen bara någon kilometer norr om Ohrid-Sankt Paulus flygplats. 

## Nutida ort
Nära Trebeništa finns en mindre sötvattensjö vid namn Bobano, och floden Sateska passerar nära orten. Bosättningen trafikeras av motorvägen E-65 och har även ett hotell och en busshållplats.
Tenbenishta tillhörde tidigare kommunen Mešeišta, innan den lades ned och grupperades ihop med Debarca. Ortens postkod är 6341 och byn hade uppskattningsvis 513 invånare år 2002, men ingen folkräkning har gjorts i Nordmakedonien sedan dess.
Demografiskt sett består orten mestadels av makedonier, med några få invånare av albansk, serbisk eller turkisk bakgrund.

## Nekropol och fornminne
Fynden i Trebeništa uppskattas vara ifrån järnåldern och cirka 700-talet f.Kr. En teori är att platsen användes av krigare från den antika staden Lychnidos. Om dessa var något av många illyriska folk, thraker eller kanske till och med så tidigt som under egeisk tid är okänt.
Nekropolen upptäcktes av bulgariska soldater under första världskriget och Bulgariens dåvarande offensiv och ockupation av Kungadömet Serbien år 1918. De bulgariska soldaterna höll på att gräva ut en väg när platsen upptäcktes. Den bulgariska regeringen beslutade att skicka den meriterade tjeckiska/bulgariska arkeologen Karel Škorpil för att närmare undersöka fynden och organisera utgrävningarna. Artefakterna skulle senare uppmärksammas av den före detta premiärministern och arkeologen Bogdan Filov. Under utgrävningarna hittades femtiosex gravar, varav tolv bedömdes vara kungagravar eller på annat sätt extra signifikanta. Även några massgravar hittades tillsammans med fem ansiktsmasker av guld, gjutna till perfektion för att passa en människas ansiktsform och med en förbluffande detaljrikedom. Andra föremål som hittades var smycken, bland annat örhängen i järn och olika sorters ringar i guld och andra ädelmetaller. Andra artefakter som hittades var sandaler, kratrar, aryballosar och skålar i järn, silver och brons, många med avancerad gravering. Dessutom hittades fyra skelett, varav tre manliga och ett kvinnligt, tillsammans med olika former av antikt pansar och olika sorters vapen.
Utgrävningarna återupptogs 1930–1934, 1953–1954 samt år 1972 i Jugoslavien. De allra flesta fynden från nekropolen finns numera på diverse museer runt om i Balkan, många i Ohrid, Skopje, Sofia och i Belgrad. Föremålen har även vistats på museer i Kroatien.
En av maskerna av guld från Trebeništa finns avbildad på framsidan på ett antal makedonska 500 deni-sedlar, präntade mellan 1996 och 2003.
2019 samlades föremålen för ett tag, för ett hundraårsfirande, i Nordmakedoniens huvudstad Skopje.

### Teorier
Några av artefakterna sägs vara importerade från Antikens Grekland, medan andra bär tydliga influenser från thrakernas kultur, blandat med den grekiska stilen för den aktuella tidsepoken. Dessa fynd inkluderar en krater i brons, flera korintiska hjälmar, flera illyriska hjälmar, samt de tidigare nämnda fem begravningsmaskerna av guld, ett karakteristiskt förekommande fenomen under egeisk kultur.
Vilken eller vilka stammar som ligger bakom fynden i Trebeništa sägs vara omöjligt att fullt ut slå fast.  Dock har den grekiske historikern och filosofen Strabon har föreslagit att den thrakiska stammen Peresadyes och den illyriska stammen Encheleae allierade sig med en thrakoillyrisk stam i syfte att bilda en ny suverän stat i området kring det moderna Ohrid. Om Strabos teori är korrekt, så är den kungliga gravplatsen plats åt peresadyesfolket. Hans teori stöds av författaren och arkeologen Viktorija Sokolovska.

### Bildgalleri

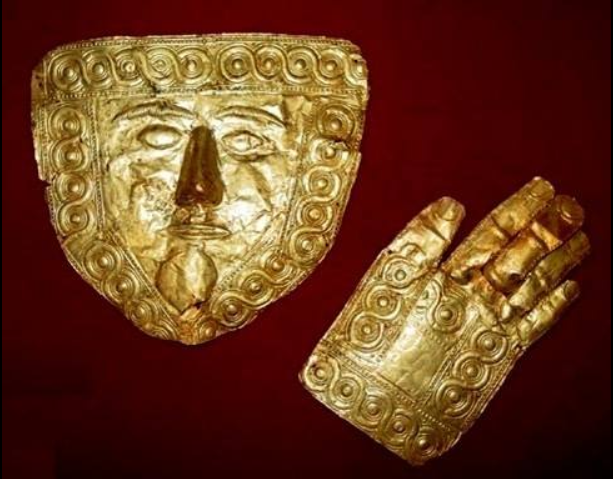
En av maskerna i guld från Trebeništa.
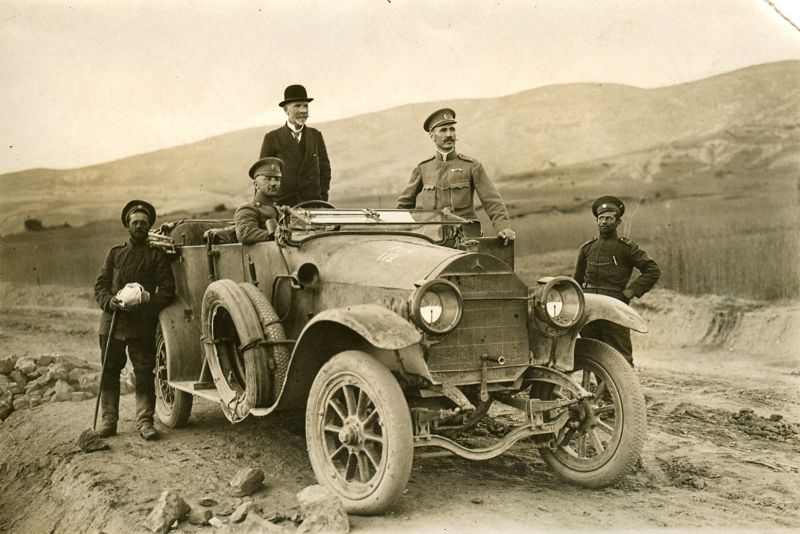
Bulgariska soldater, Dimitar Mustakov och Evtim Sprostranov i ett motorfordon vid fyndplatsen år 1918.
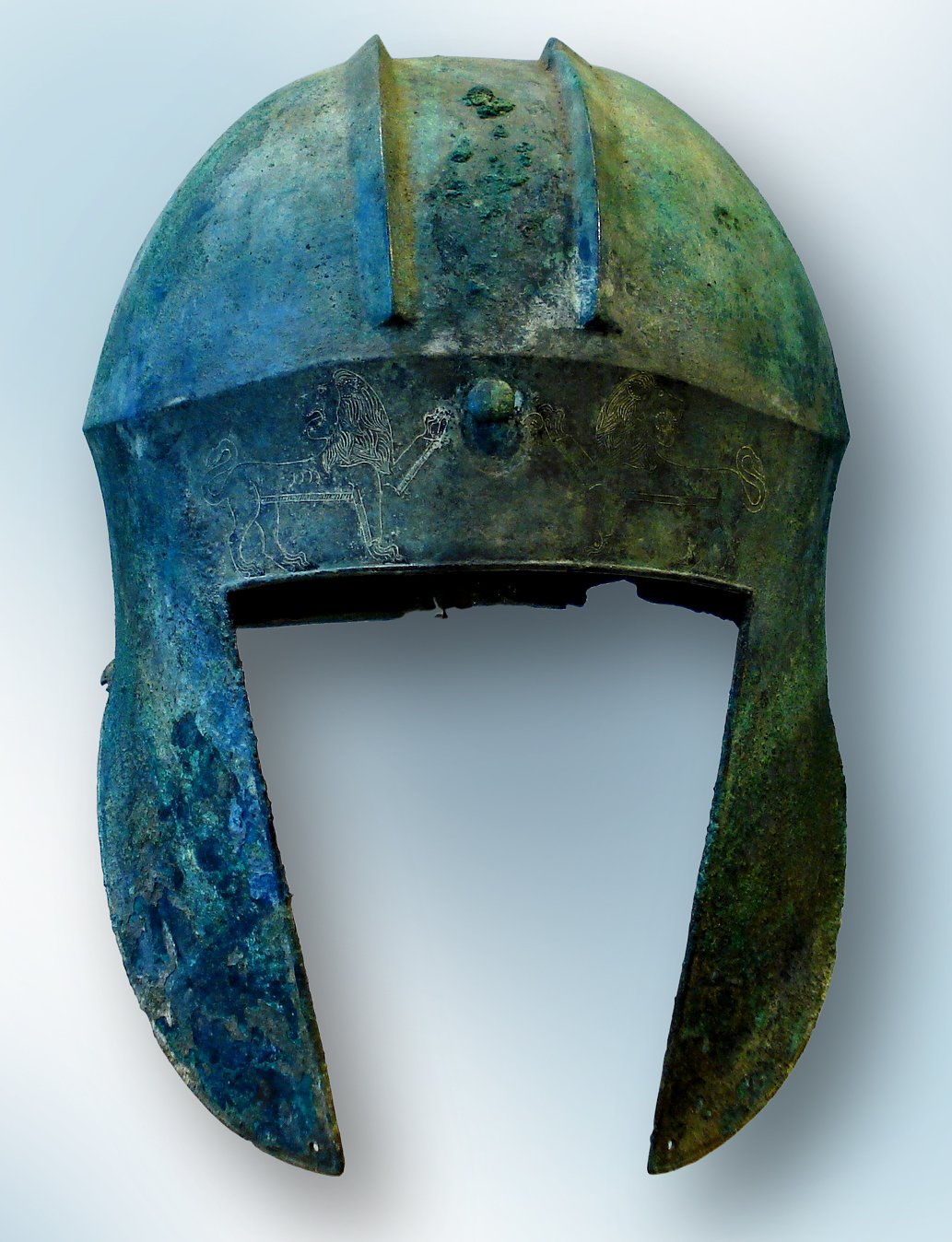
Illyrisk hjälm från Argolis (cirka 600–500-talet f.Kr.)
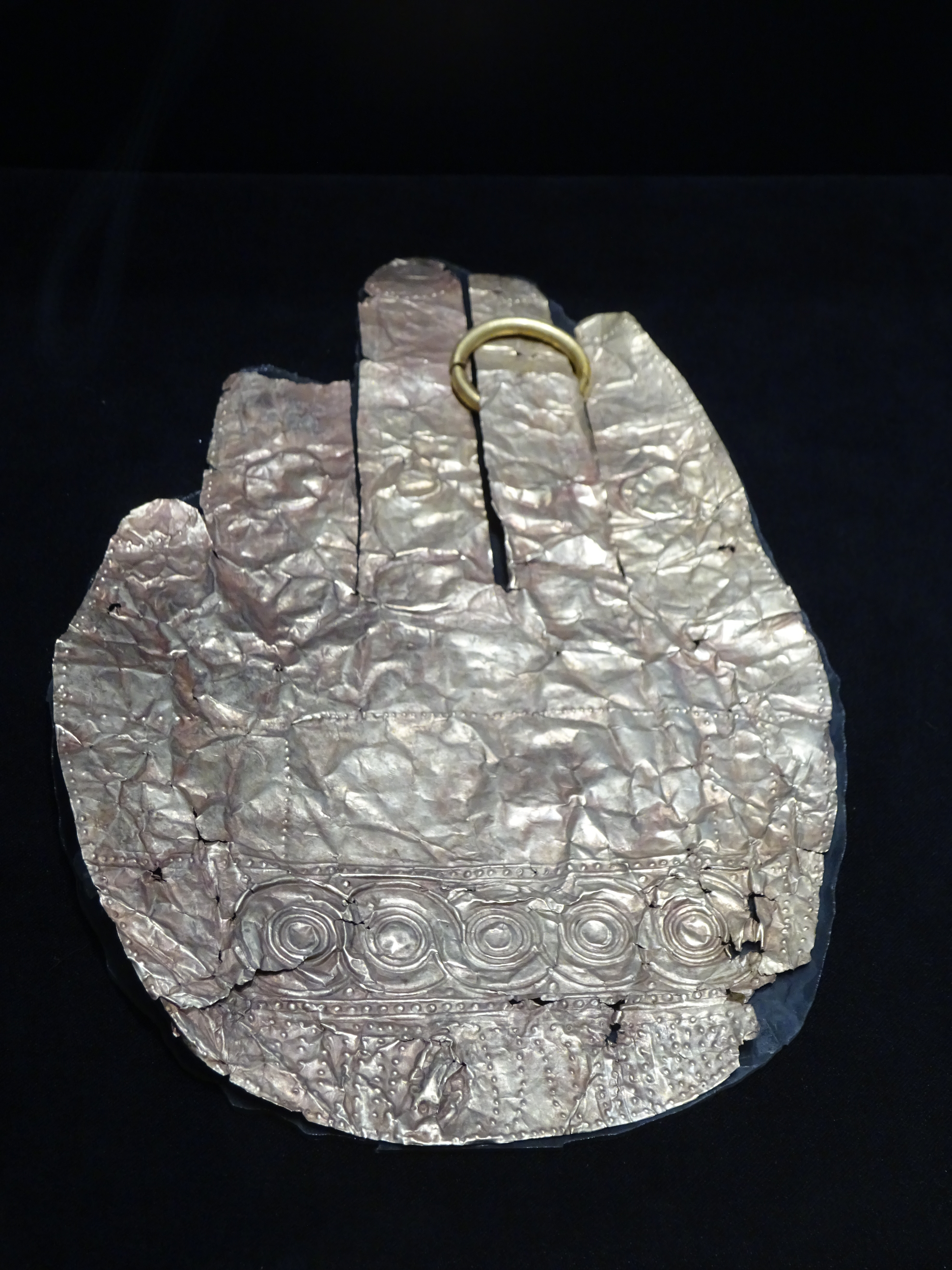
Guldring på begravningsartefakt i form av en hand.
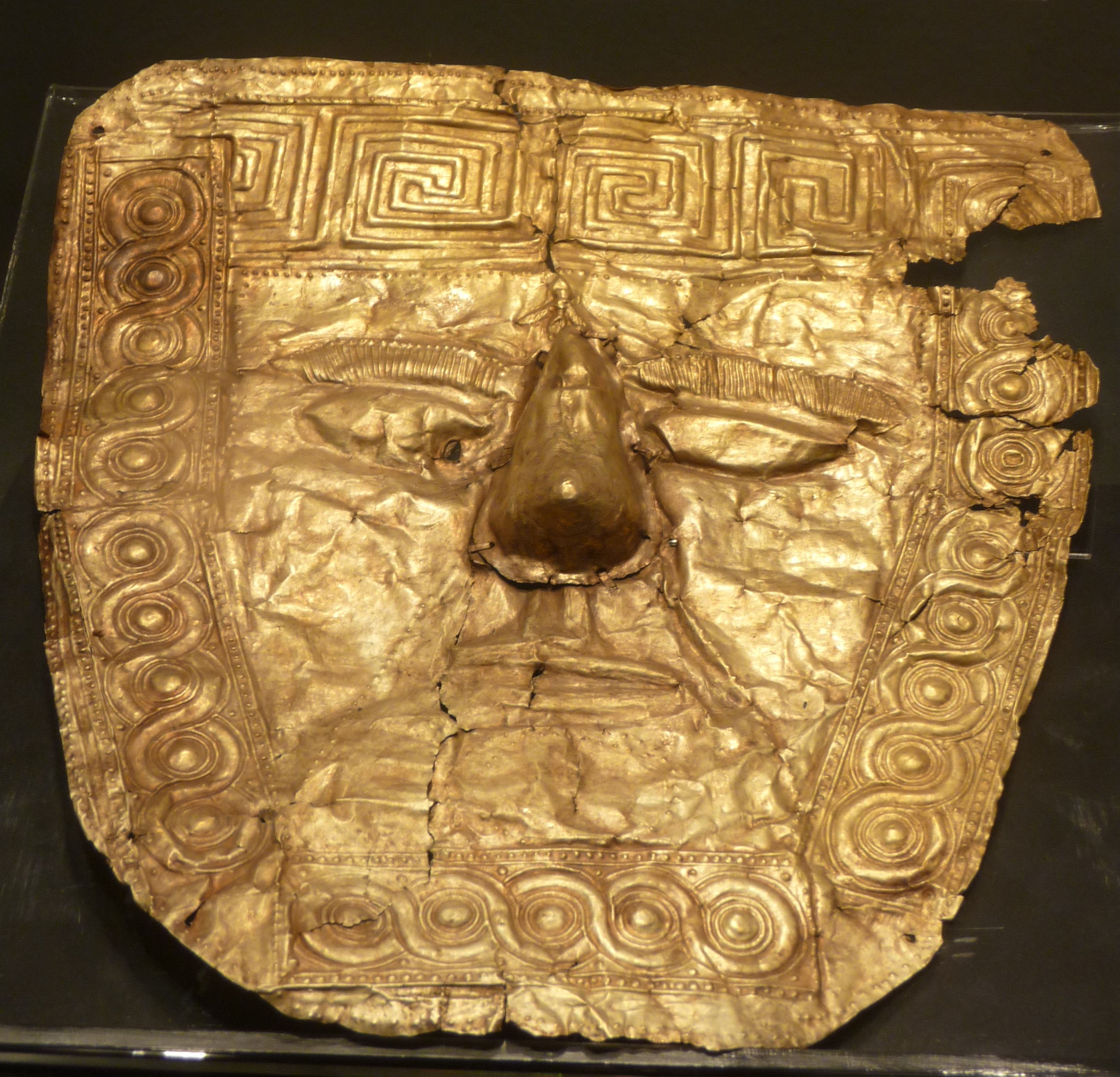
Ytterligare en av guldmaskerna funna i gravarna i Trebeništa.
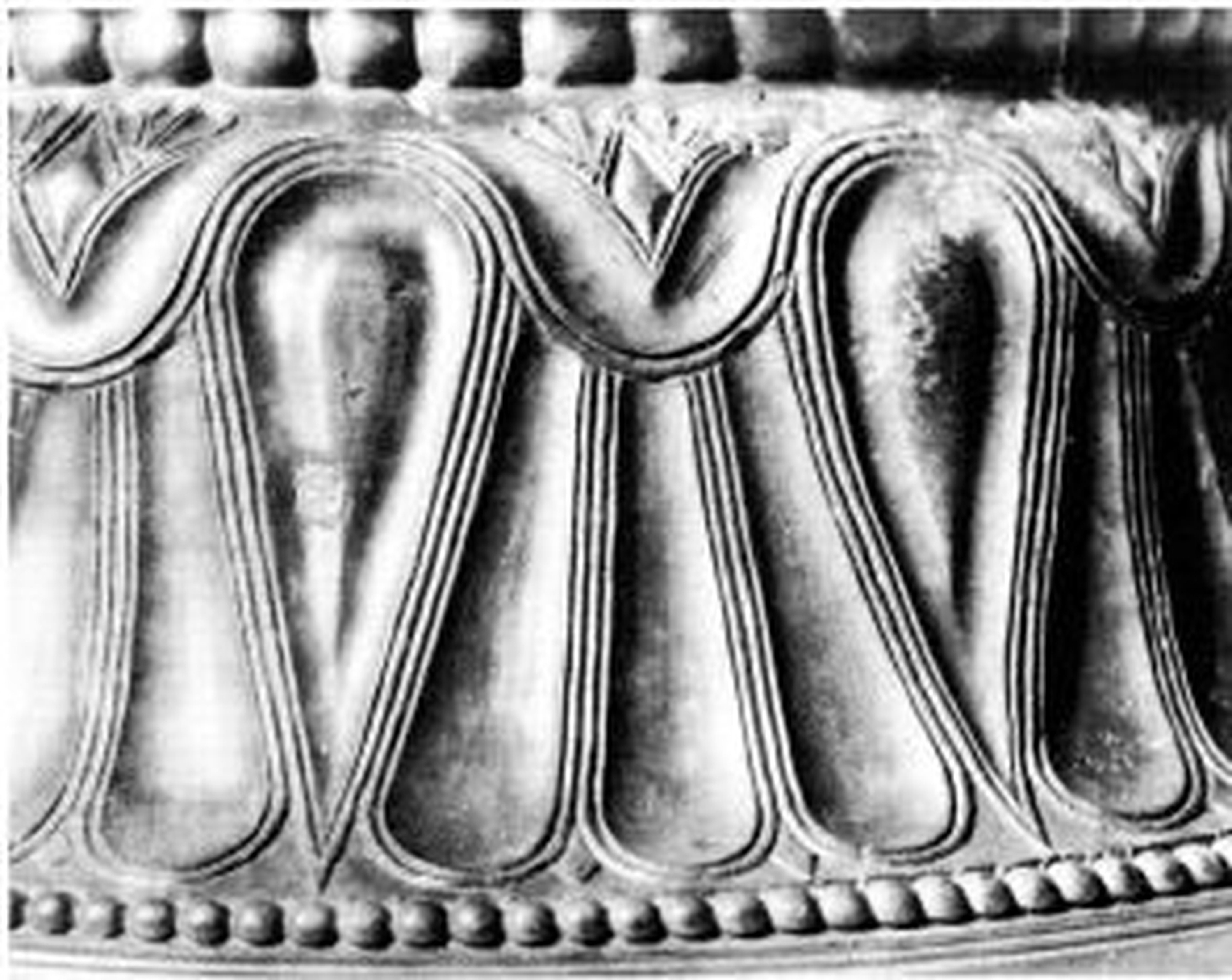
Järnartefakt från Trebeništa.